# Joel Poinsett
Joel Roberts Poinsett (Charleston (South Carolina), 2 maart 1779 - Stateburg (South Carolina), 12 december 1851) was een Amerikaans politicus, botanicus, medicus en diplomaat.
Poinsett was geboren in de staat South Carolina en studeerde medicijnen en recht in Connecticut en Europa. In 1809 werd hij door president James Madison naar Latijns-Amerika gestuurd als 'speciaal agent' om onderzoek te doen naar de onafhankelijkheidsstrijd aldaar. Van 1816 tot 1820 had hij zitting in het parlement van zijn thuisstaat en van 1821 tot 1825 had hij zitting in het Huis van Afgevaardigden. Tegelijkertijd diende hij als gezant in Mexico, alwaar hij in 1825 als eerste ambassadeur van zijn land werd benoemd. In 1825 ontdekte hij bij het stadje Taxco de Euphorbia pulcherrima een plant die later bekend werd als de kerstster, waarvan hij een aantal exemplaren naar huis zond om meer onderzoek naar te doen. In het Engels is de plant sindsdien bekend als poinsettia.
Poinsett is in Mexico berucht geworden wegens zijn bemoeienissen in de Mexicaanse politiek. Poinsett zette in Mexico de eerste vrijmetselaarsloges op die al snel een politieke factor van belang werden. In menige Mexicaanse antimaçonnieke samenzweringstheorie geldt Poinsett als iemand die door middel van vrijmetselaarsloges Mexico onderworpen heeft gemaakt aan de Verenigde Staten. In 1829 poogde hij van president Vicente Guerrero het Texas van Mexico te kopen, wat deze weigerde. Na een verzoek van Guerrero aan de Amerikaanse regering werd Poinsett uit zijn post ontheven.
Na terugkeer in de Verenigde Staten werd hij weer actief in de politiek van zijn staat. In 1837 werd hij door president Martin Van Buren benoemd tot minister van oorlog, waarbij hij zich onder andere bezighield met de gedwongen verhuizing van Indianen naar het westen van de Mississippi en de Seminolenoorlogen. Na afloop van zijn ministerschap in 1841 trok hij zich terug op zijn landgoed, waar hij tien jaar later overleed.
- Biblioteca Nacional de España: XX1275616
- Bibliothèque nationale de France: cb165384475 (data)
- Gemeinsame Normdatei: 1055156704
- International Standard Name Identifier: 0000 0000 8144 2716
- Library of Congress Control Number: n83139755
- National Archives and Records Administration: 10569678
- Nationale Bibliotheek van Israël: 987007426205105171
- Nederlandse Thesaurus van Auteursnamen: 133477851
- SNAC: w6td9wfd
- Système universitaire de documentation: 122805720
- Biographical Directory of the United States Congress: P000404
- Virtual International Authority File: 64375984
- WorldCat: E39PBJvCJYgPykTP3kJR4JH6Kd